# Puccinia komarovii

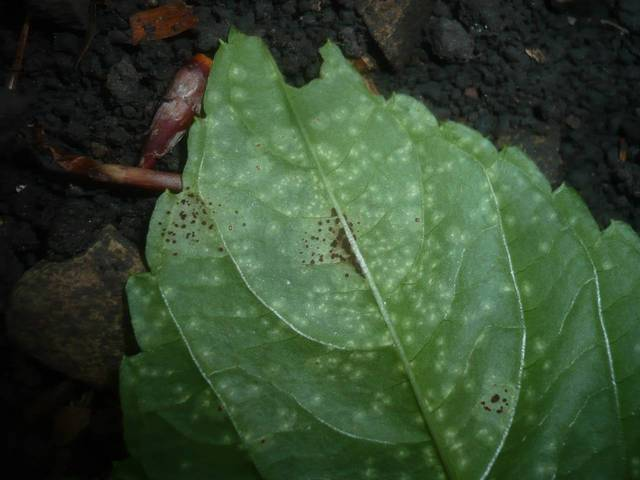
Liść niecierpka drobnokwiatowego porażony przez Puccinia komarovii

Puccinia komarovii Tranzschel ex P. Syd. & Syd. – gatunek grzybów z rodziny rdzowatych (Pucciniaceae). Grzyb mikroskopijny pasożytujący na różnych gatunkach niecierpków (Impatiens). Wywołuje u nich chorobę zwaną rdzą.

## Systematyka i nazewnictwo
Pozycja w klasyfikacji według Index Fungorum: Puccinia, Pucciniaceae, Pucciniales, Incertae sedis, Pucciniomycetes, Pucciniomycotina, Basidiomycota, Fungi.
Synonim: Puccinia komarovii var. glanduliferae R.A. Tanner, C.A. Ellison, L. Kiss & H.C. Evans.

## Morfologia i rozwój
Jest rdzą jednodomową, czyli cały jego cykl życiowy odbywa się na jednym żywicielu.
Pomarańczowe, kubkowate ecja powstają głównie na łodygach w gęstych skupiskach o długości do 10 cm. Uredinia i telia tworzą się na obydwu stronach liści, w obrębie widocznych, jasnych plam. Uredinia cynamonowobrązowe.
Urediniospory kasztanowobrązowe z jedną porą rostkową, pokryte niskimi brodawkami. Telia kasztanowobrązowe, teliospory 2-komórkowe, gładkie, bezbarwne, z krótką szypułką.

## Występowanie i siedlisko
Puccinia komarovii został po raz pierwszy opisany w Europie na pochodzącym z Azji niecierpku drobnokwiatowym (Impatiens parviflora). W Polsce podano jego stanowiska również na tym gatunku niecierpka. Obecnie wiadomo jednak, że występuje on na wielu gatunkach niecierpków nie tylko w Europie, ale również w Azji. Do tej pory jako jego żywiciele znane są następujące gatunki: Impatiens amphorata, Impatiens balsamina, Impatiens capensis, Impatiens firmula, Impatiens parviflora, Impatiens scabrida, Impatiens thomsonii. Nie występuje natomiast na niecierpku pospolitym (Impatiens noli-tangere).